# جيفرني
جيفرني هي بلدة فرنسية تقع في إقليم أور شمال فرنسا